# Medal Zasługi Litewskich Sił Zbrojnych
Medal Zasługi Litewskich Sił Zbrojnych (lit. Lietuvos kariuomenės medalis "Už nuopelnus") – litewskie wojskowe odznaczenie resortowe. 
Jest to najwyższe odznaczenie szczebla dowództwa sił zbrojnych i nadawane jest za wybitne zasługi dla rozwoju i wzmocnienia litewskich sił zbrojnych, oraz za ofiarną służbę wojskową.
Medal mogą otrzymać żołnierze zawodowej służby wojskowej, aktywni żołnierze służby rezerwowej, a także (w wyjątkowych przypadkach) żołnierze obcych armii za zasługi dla rozwoju i podnoszenia poziomu wartości bojowej litewskich sił zbrojnych (sił regularnych, jak i rezerwowych).
Medal Zasługi Litewskich Sił Zbrojnych w precedencji wojskowych odznaczeń resortowych zajmuje miejsce po medalach szczebla Narodowego Systemu Obrony Republiki Litewskiej.

## Insygnia
Oznaką medalu jest czerwony krzyż maltański z białą obwódką, spoczywający na takim samym srebrnym krzyżu (bez obwódki). Pomiędzy ramionami krzyża – złocone promienie. Na przecięciu ramion krzyża widnieje srebrny medalion, na który nałożony jest złoty miecz ostrzem do góry. Na miecz nałożone są, z kolei, złote Słupy Giedymina.
Oznaka zawieszona jest na granatowej wstążce o szerokości 32 mm, pośrodku której biegną dwa czerwone paski o szerokości 4 mm ze złotymi prążkami (1 mm) po bokach, oddzielone od siebie granatowym paskiem o szerokości 4 mm.